# 임웅균
임웅균(任雄均, 1955년 10월 6일 ~)은 대한민국의 성악가, 교수, 테너 가수, 뮤지컬 배우, 기업가이다.

## 앨범
- 2001년 9월 테너 임웅균의 클래식가요
- 2004년 7월 7일 4인 예술가곡집(최영섭/이수인/이안삼/임긍수)
- 2008년 4월 24일 사랑하는 마음 외 열린노래들

## 학력
- 서울경동초등학교
- 서울성수중학교
- 명지고등학교
- 연세대학교 성악 학사
- 산타체칠리아 음악대학원 음악학 석사
- 오지모아카데미 음악학 석사

## 경력
- 한국예술종합학교 음악원 성악과 교수
- 한국예술종합학교 음악원 성악과 과장
- 학교폭력대책국민협의회 공동대표
- 국민중심당 당무위원 겸 문화예술행정교육정책위원(2006년 2월 ~ 2007년 12월)

## 방송
• 1996년/2002년 KBS 《TV는 사랑을 싣고》

## 수상
- 2000년 저축의 날 대통령표창, 한국작곡가협회 공로상, 베르디 국제콩쿨 입상
- 1995년 제22회 한국방송협회 방송대상 성악가상, 비옷티 국제콩쿨 메리토상, 만토바 국제콩쿨 2위

## 역대 선거 결과
| 실시년도 | 선거      | 대수 | 직책 | 선거구     | 정당       | 득표수   | 득표율         | 순위 | 당락 | 비고 |
| -------- | --------- | ---- | ---- | ---------- | ---------- | -------- | -------------- | ---- | ---- | ---- |
| 2006년   | 지방 선거 | 33대 | 시장 | 서울특별시 | 국민중심당 | 14,111표 | \| \| 0.35% \| | 5위  | 낙선 |      |
|          | 0.35%     |      |      |            |            |          |                |      |      |      |